# ديزيو

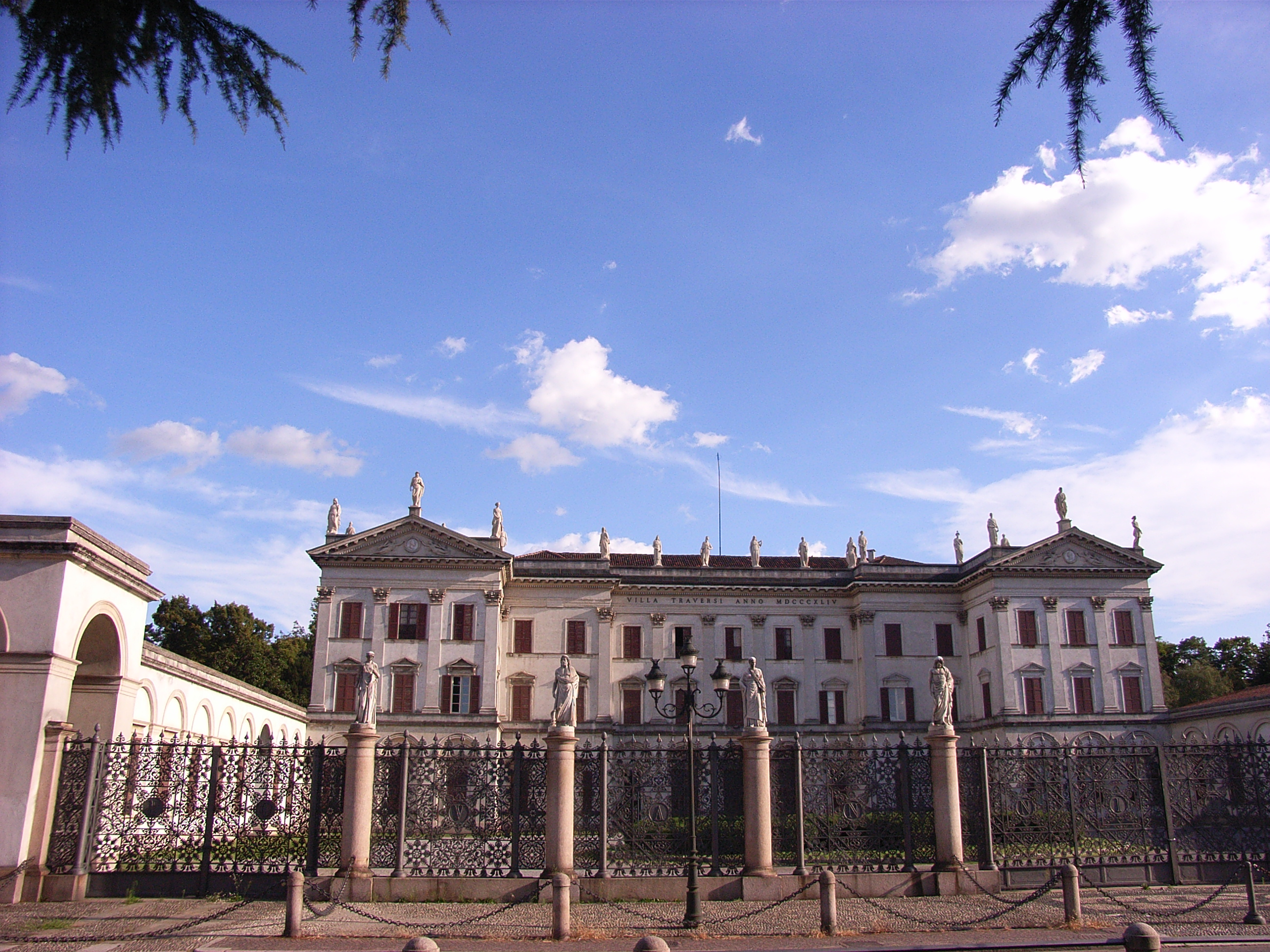
la Villa Tittoni a Desio

ديزيو (بالإيطالية: Desio)‏، مدينة إيطالية في مقاطعة منزا وبريانسا ضمن إقليم لومبارديا شمال البلاد عدد سكانها 37,262 نسمة.
في عام 1277 كانت مسرحا لمعركة بين عائلتي فيسكونتي وديلا توري من أجل حكم ميلانو انتصر فيها أوتوني فيسكونتي، كما تعرف بأنها مسقط رأس البابا بيوس الحادي عشر.
على عكس المنطقة المحيطة شهدت مع بدايات القرن تطورا واضحا من الناحية الصناعية وخاصة في قطاع الأقمشة، كما استضافت شركة أوتوبيانكي لصناعة السيارات التي مالبثت أدخلت في فلك فيات.

## السكان
في سنة 1861 بلغ عدد السكان 5٬677 نسمة، وتطور العدد ليصل في سنة 2011 لـ 40٬397 نسمة.
يظهر هذا المخطط البياني تطور النمو السكاني لـ ديزيو

## أعلام
- بيوس الحادي عشر
- فيتو مانوني
- ميكيلي ترويانو
- لوكا كالديرولا
- لوتشيانو فريجيريو
- إميليو ميندوجني